# Volvo S40
El Volvo S40, V40 o V50 es un automóvil del segmento C (denominado S40/V40 en la primera generación y S40/V50 en la segunda generación) producido por el fabricante sueco Volvo entre los años 1996 y 2012. El modelo es un cinco plazas con motor delantero transversal y tracción delantera o a las cuatro ruedas. S40 corresponde a la versión con carrocería sedán de cuatro puertas. Las denominaciones V40 y V50 se refieren a la variante familiar de cinco puertas de primera y segunda generación. Los principales rivales son el Audi A4, el BMW Serie 3 entre otros.
Los Volvo S40 y V50 se dejaron de producir en 2012. A partir de ese año se comenzó a fabricar un nuevo modelo también llamado Volvo V40 (y Volvo V40 Cross Country) siguiendo la nomenclatura de Volvo, aunque en este caso se corresponde con un hathback de cinco puertas del segmento C.

## Primera generación (1996-2004)
La primera generación fue producida en cooperación con el fabricante japonés Mitsubishi, que fabricó el Mitsubishi Carisma con elementos compartidos con el Volvo S40. El Carisma sin embargo no tuvo tanto éxito en ventas como el S40. Esta versión lanzada en el año 1996 se ensambló junto con el Carisma en la fábrica automotriz NedCar, en Holanda.
La seguridad que caracteriza a Volvo fue sumamente enfatizada en esta versión, que sacó el más alto puntaje del año (1997) en la prueba de protección a pasajeros adultos de EuroNCAP. 
A partir de la revisión del año 2000 se actualizó el equipamiento de seguridad de serie para incluir las innovaciones que habían sido lanzadas desde la presentación del modelo, incluyendo el sistema protección contra latigazo cervical WHIPS que se había introducido en el Volvo S80 en 1998.

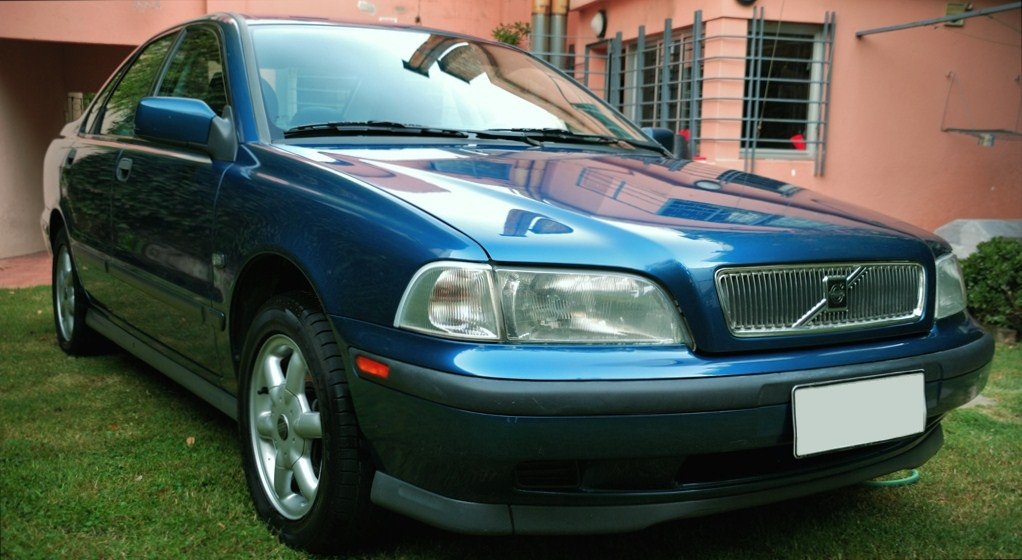
Volvo S40 1.8 (vista frontal).
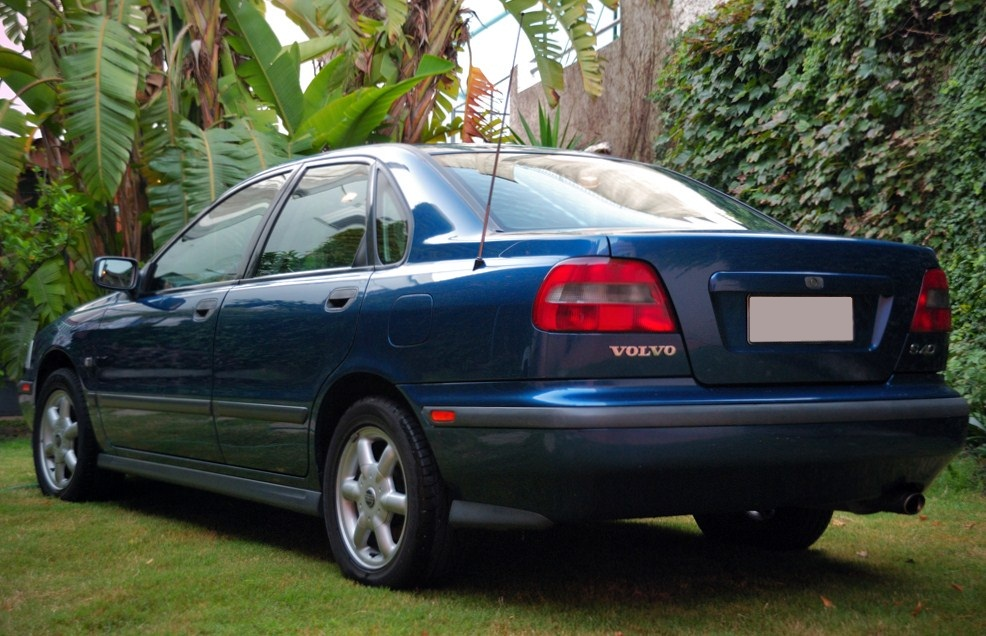
Volvo S40 1.8 (vista posterior).
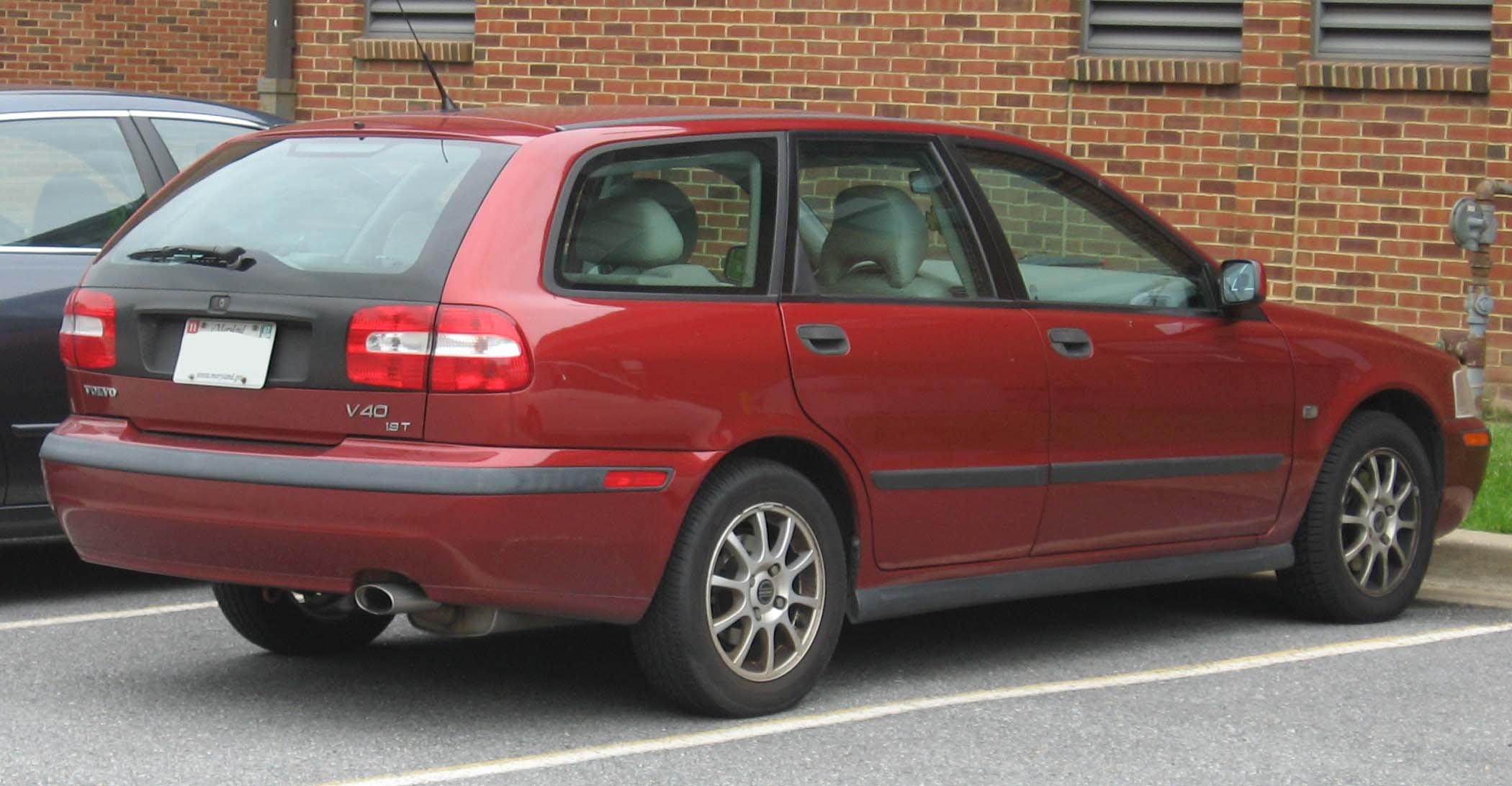
Volvo V40 1.9T

| Motores de gasolina                                        | Motores de gasolina | Motores de gasolina | Motores de gasolina | Motores de gasolina | Motores de gasolina | Motores de gasolina |
| Especificaciones                                           | S40 1.6             | S40 1.8             | S40 2.0             | S40 2.0 T3          | S40 2.0 T5          | S40 1.8i            |
| ---------------------------------------------------------- | ------------------- | ------------------- | ------------------- | ------------------- | ------------------- | ------------------- |
| Motor (designación)                                        | B4164 S2 (16V)      | B4184 S2 (16V)      | B4204 S2 (16V)      | B4204 T3 (16V)      | B4204 T5(16V)       | B4184 SJ (16V)      |
| Potencia (kW/CV)@rpm                                       | (80/109)@5800       | (90/122)@5500       | (100/136)@6000      | (120/163)@5250      | (147/200)@5500      | (90/122)@5500       |
| Torque Nm@rpm                                              | 145@4000            | 170@4000            | 190@4000            | 240@1800-4500       | 230@1800-4800       | 174@3750            |
| Aceleración 0–100 km/h (manual/auto)                       | 12,0/-              | 10,5/11,5           | 9,7/10,7            | 7,9/9,1             | 7,3/8,0             | 10,5/-              |
| Velocidad máxima km/h (manual/auto)                        | 190/-               | 200/195             | 205/200             | 220/215             | 235/230             | 200/-               |
| Consumo de combustible l/100 km manual ciclo combinado     | 7,7                 | 7,8                 | 8,1                 | 8,5                 | 8,9                 | 6,9                 |
| Consumo de combustible l/100 km automático ciclo combinado | -                   | 8,7                 | 8,9                 | 9,0                 | 9,5                 | -                   |

| Motores diésel e híbridos gasolina-GLP                     | Motores diésel e híbridos gasolina-GLP | Motores diésel e híbridos gasolina-GLP | Motores diésel e híbridos gasolina-GLP |
| Especificaciones                                           | S40 1.9D T2                            | S40 1.9D T3                            | S40 1.8 Bi-Fuel                        |
| ---------------------------------------------------------- | -------------------------------------- | -------------------------------------- | -------------------------------------- |
| Motor (designación)                                        | D4192 T2 (DI)                          | D4192 T3 (DI)                          | B4184 S9 (Bi-Fuel)                     |
| Potencia (kW/CV)@rpm                                       | (75/102)@4000                          | (85/115)@4000                          | (90/122)@5800                          |
| Torque Nm@rpm                                              | 215@1750-3250                          | 265@1750-2500                          | 170@4000                               |
| Aceleración 0–100 km/h (manual/auto)                       | 12,0/-                                 | 10,5/-                                 | 10,5/-                                 |
| Velocidad máxima km/h (manual/auto)                        | 185/-                                  | 195/-                                  | 200/-                                  |
| Consumo de combustible l/100 km manual ciclo combinado     | 5,4                                    | 5,4                                    | 8,1 gasolina / 10,4 GLP                |
| Consumo de combustible l/100 km automático ciclo combinado | -                                      | -                                      |                                        |

## Segunda generación (2004-2012)
La segunda generación del S40, lanzada en 2004, fue diseñada sobre la Plataforma Volvo P1, una plataforma derivada de la Ford C1 usada en otros modelos pertenecientes a Ford Motor Company, como los Ford Focus, Ford C-Max y Mazda 3. La reestilización de 2007 (línea 2008) incluye cambios visuales y mecánicos.
La segunda generación del Volvo S40 (junto con la versión familiar V50, el cabrio-coupé C70 y el hatchback C30) fueron fabricados exclusivamente en la fábrica de Volvo de Gante, Bélgica.
Todos los motores son de cuatro válvulas por cilindro. Los de 2.4 y 2.5 litros de cilindrada son de cinco cilindros en línea, y el resto de cuatro cilindros en línea. Según la motorización, el S40 puede tener caja de cambios manual de cinco o seis relaciones o automática de cinco marchas. Todos ellos tienen tracción delantera, aunque el gasolina 2.5 también estaba disponible con tracción a las cuatro ruedas.
Los motores de 1.8 y 2.0 litros de gasolina estaban disponible también en versiones de combustible flexible, que pueden funcionar indistintamente tanto con gasolina como con etanol E85. Estos motores son derivados del motor Mazda L y se fabricaban en la factoría de Ford de Almusafes, España.

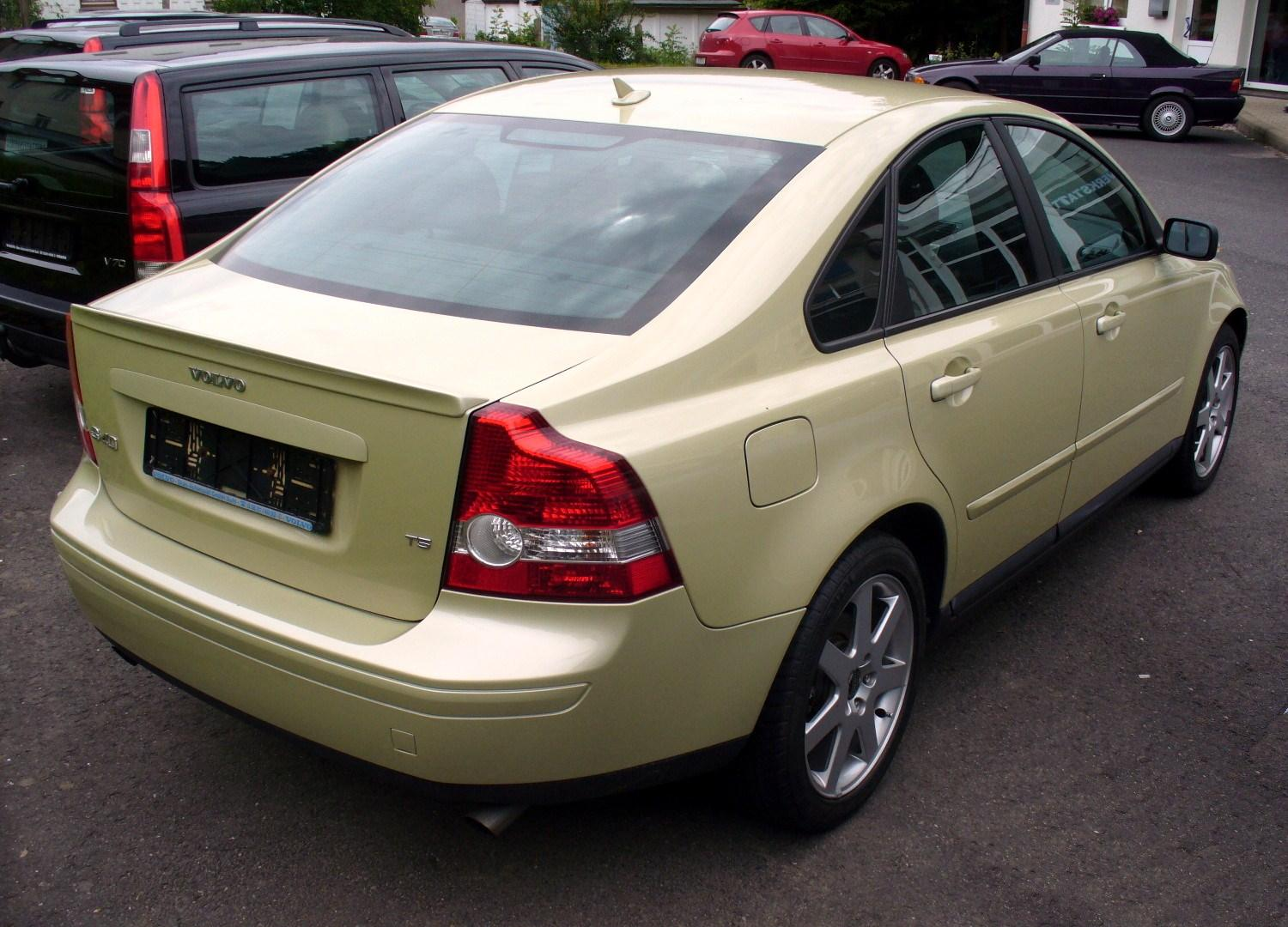
Volvo S40 (vista posterior).

| Especificaciones                           | S40 1.6     | S40 1.8      | S40 2.0      | S40 2.4      | S40 2.4i     | S40 T5        | S40 T5 AWD    | S40 1.6D    | S40 2.0D     | S40 D5        |
| ------------------------------------------ | ----------- | ------------ | ------------ | ------------ | ------------ | ------------- | ------------- | ----------- | ------------ | ------------- |
| Potencia kW/CV/rpm                         | 74/100/6000 | 92/125/6000  | 107/145/6000 | 103/140/5000 | 125/170/6000 | 169/230/5000  | 169/230/5000  | 80/109/4000 | 100/136/4000 | 132/180/4000  |
| Torque Nm/rpm                              | 150/4000    | 165/4000     | 185/4500     | 220/4000     | 230/4400     | 320/1500–4800 | 320/1500–4800 | 240/1750    | 320/2000     | 350/1750-3250 |
| Aceleración 0–100 km/h (manual/auto)       | 11,9 s/-    | 10,9 s/-     | 9,5 s/-      | -/10,6 s     | 8,2/8,9 s    | 6,8/7,2 s     | 7,1/7,5 s     | 12 s/-      | 9,5 s/-      | 7,9/8,5 s     |
| Velocidad máxima km/h (manual/auto)        | 185/-       | 200/-        | 210/-        | -/200        | 220/215      | 240/235       | 230/225       | 190/-       | 205/-        | 225/220       |
| Consumo de combustible l/100 km manual     | 9,5/5,8/7,2 | 10,1/5,7/7,3 | 10,2/5,7/7,4 | -            | 12,4/6,6/8,5 | 12,5/6,4/8,7  | 13,5/7,3/9,6  | 6,2/4,2/4,9 | 7,6/4,8/5,8  | 8,4/4,9/6,2   |
| Consumo de combustible l/100 km automático | -           | -            | -            | 13,2/6,7/9,1 | 13,2/6,7/9,1 | 13,7/6,9/9,4  | 15,1/7,2/9,6  | -           | -            | 9,7/5,5/7     |